# Şehzade Bayezid
Şehzade Bayezid (Edirne, 4 de abril de 1526 — Qazvín, 25 de septiembre de 1561) fue un príncipe otomano (turco: Şehzade) hijo del sultán Solimán el Magnífico y su esposa la Haseki Hürrem Sultan.

## Biografía
Şehzade Bayezid nació el 4 de abril de 1526, según los historiadores, en un viaje de caza en Edirne. Aunque hay una gran mayoría de historiadores que insisten que su nacimiento se pudo haber producido en 1527. Sus padres eran Solimán I y su madre, la sultana Hürrem Sultan. 
Tenía tres hermanos mayores, Şehzade Mehmed, Mihrimah Sultan y Selim II y dos hermanos menores, Şehzade Abdullah y Şehzade Cihangir todos hijos de la misma madre Hürrem Sultan. Además de varios medios hermanos por parte de su padre: Şehzade Mustafa (el potencial heredero al trono) y Mahmud, Raziye y Murad, muertos en la infancia. 
Según los historiadores, entre 1528 y 1530, su padre contrajo matrimonio con su madre, rompiendo una ley de más de 200 años, al haberse casado con una esclava. Esto le dio un rango importante a su madre por sobre las hermanas del sultán. A su madre se le creó el título de Haseki Sultan, que obtuvo validez hasta el siglo XVII. Luego de la muerte de su abuela, Ayşe Hafsa, su madre obtuvo el poder dentro del harén e incluso funcionaba como protectora de la capital cuando Solimán iba a campañas. 
Como ordenaba la costumbre, los Şehzades eran designados a una provincia para ganar experiencia en asuntos de estado y gobierno (Sanjak Bey). Bayezid fue designado a la provincia de Anatolia. Como fuese, durante la campaña a Najicheván, hoy parte de Azerbaiyán, en 1553, él fue asignado para gobernar Edirne, la capital otomana en la parte europea, para controlar Rumelia y territorios europeos en el imperio, en la ausencia de su padre. Durante esta campaña, Şehzade Mustafá, fue ejecutado por orden del sultán. La noticia de la ejecución causó descontento en todo el imperio y un impostor reclamó ser el ejecutado Mustafá, rebelándose en contra de Solimán en Rumelia. Aunque la rebelión fue sometida por los visires, Solimán sospechó que su hijo Bayezid fue demasiado lento en reaccionar.

## Rebelión
Süleyman tenía cinco hijos (con Hurrem). Su segundo hijo Mehmed había muerto una década antes en 1543. Después de la ejecución de Mustafá, quien había sido uno de los herederos potenciales y la muerte de Cihangir en 1553, dejó solo dos príncipes para reclamar el trono: Selim, el futuro Selim II, y Bayezid. Selim era el gobernador de Manisa y Bayezid de Kütahya, dos ciudades con casi la misma distancia de la capital.
Süleyman rondaba los sesenta, y la competición entre los hermanos por el trono era evidente. Süleyman escoltó a sus hijos y cambió sus lugares de gobierno. Selim fue asignado a gobernar Konya y Bayezid Amasya, ambas distantes entre sí pero a la misma distancia de Estambul. Selim fue rápido en obedecer y pronto se mudó a Konya. Pero Bayezid obedeció solo después de muchas dudas y tiempo, porque Amasya era la provincia del difunto Mustafá, a lo que respondió como una humillación. Enfurecido, Süleyman acusó a Bayezid de ser rebelde y apoyó a su hijo mayor, Selim en contra del desobediente Bayezid. Selim, en colaboración con Sokollu Mehmed Paşa, el futuro Gran Visir, derrotó a su hermano en una batalla cerca de Konya el 31 de mayo de 1559.

## Después de la rebelión
Bayezid regresó a Kutahya, tratando de contener el conflicto con su padre, pero asediado por Selim escapó al Imperio Safávida con sus hijos y un pequeño ejército. De acuerdo con el historiador Murat Bardakçı, Sokollu envió un ejército detrás de Bayezid, el cual fue derrotado por las fuerzas de este. En el otoño de 1559, alcanzó la ciudad de Ereván, donde fue recibido con gran respeto por el gobernador de esta. Luego de un tiempo llegó a Tabriz, donde el Shah Tahmasp I lo recibió. Aunque Tahmasp I inicialmente recibió a Bayezid amistosamente y con grandes y costosos regalos, luego lo apresó para negociar con Süleyman. Ambos, Süleyman y Selim, enviaron embajadores a Persia para persuadir al shah de ejecutar a Bayezid.
En la carta que fue entregada por la embajada, Süleyman reafirmó el Tratado de Amasya (1555) y un comienzo para las relaciones Otomano-Safávidas. Süleyman le envió a Tahmasp numerosos regalos. También aceptó la demanda de Tahmasp de pagarle por entregarle a Bayezid (400.000 monedas de oro). Finalmente el 25 de septiembre de 1561, Bayezid y sus cuatro hijos mayores fueron entregados y ejecutados en Qazvin por el verdugo otomano, Ali Aqa Chavush Bashi, que los estranguló a garrote. El menor, Mehmet, fue ejecutado el 3 de octubre en Bursa.

## Familia
Bayezid tuvo nueve hijos. Todos tenían madres diferentes, excepto Osman y Mahmud. No se conoce el nombre de ninguna de sus concubinas.

### Hijos
- Şehzade Orhan (1543 — 25 de septiembre de 1561), hijo con concubina de nombre desconocido. Fue gobernador de Çorum de 1558 hasta 1559. Su tutor era Çandarlızade Halil Bey. Fue ejecutado por órdenes de su abuelo. No tuvo descendencia.
- Şehzade Osman (1545 — 25 de septiembre de 1561), hijo con concubina de nombre desconocido. Fue gobernador de Sarikarahişar desde 1558 hasta 1559. Fue ejecutado por órdenes de su abuelo. No tuvo descendencia.
- Şehzade Abdullah (1548 — 25 de septiembre de 1561), hijo con concubina de nombre desconocido. Fue ejecutado por órdenes de su abuelo.
- Şehzade Mahmud (1552 — 25 de septiembre de 1561), hijo con concubina de nombre desconocido. Compartía la misma madre con Şehzade Osman. Fue ejecutado por órdenes de su abuelo.
- Şehzade Mehmed (1559 — 3 de octubre de 1561), hijo con concubina de nombre desconocido. Fue ejecutado por órdenes de su abuelo.

### Hijas
- Mihrimah Sultan (1547 — 1593), hija con concubina de nombre desconocido. En 1562 se casó con Damat Muzaffer Paşa. Tuvo descendencia.
- Hatice Sultan (1550 — 1551), hija con concubina de nombre desconocido. Murió joven.
- Ayşe Sultan (1553 — después de 1589) hija con concubina de nombre desconocido. Se casó en 1569 con Damat Hoca Ali Paşa. Seguía viva en 1589. Tuvo descendencia.
- Hanzade Sultan (1556 — 1559), hija con concubina de nombre desconocido. Murió joven.

## Representaciones
En la serie turca Muhteşem Yüzyıl fue interpretado por Aras Bulut İynemli.